# HD 33283 b
HD 33283 b ist ein Exoplanet, der den gelben Zwerg HD 33283 alle 18,167 Tage umkreist. Der Planet wurde von John Asher Johnson et al. im Jahr 2006 mit Hilfe der Radialgeschwindigkeitsmethode entdeckt. Der Planet umkreist seinen Stern in einer Entfernung von ca. 0,145 Astronomischen Einheiten bei einer Exzentrizität von 0,52 und hat eine Masse von ca. 117,3 Erdmassen bzw. 0,369 Jupitermassen.